# Tatobotys komiensis
Tatobotys komiensis là một loài bướm đêm trong họ Crambidae.